# Craven Arms
Craven Arms è un paese di 2 289 abitanti della contea dello Shropshire, in Inghilterra.